# Pulau Bojo
Pulau Bojo är en ö i Indonesien.   Den ligger i provinsen Sumatera Utara, i den västra delen av landet, 1 100 km nordväst om huvudstaden Jakarta. Arean är 11,4 kvadratkilometer.
Terrängen på Pulau Bojo är platt. Öns högsta punkt är 128 meter över havet. Den sträcker sig 4,7 kilometer i nord-sydlig riktning, och 3,7 kilometer i öst-västlig riktning.